# S5 0014+81
S5 0014+81 – odległy, zwarty, hiperjasny kwazar lub blazar o szerokich liniach absorpcyjnych. Znajduje się on w gwiazdozbiorze Cefeusza, w pobliżu północnego bieguna niebieskiego. Został odkryty w 1981 roku w paśmie radiowym.

## Charakterystyka
Obiekt jest blazarem (w praktyce kwazarem typu OVV – ang. Optically Violent Variable Quasar), najbardziej energetycznym typem obiektów znanych jako galaktyki aktywne, które powstają w wyniku gwałtownego pochłaniania materii przez centralną czarną dziurę, zamieniając energię grawitacji w światło, widzialne z dużych odległości. S5 0014+81 jest jednym z najjaśniejszych znanych kwazarów, wytwarza światło o mocy rzędu 1,2*1041 watów, co daje bolometryczną absolutną wielkość gwiazdową o wartości rzędu –31,5 mag. Gdyby ten kwazar znajdował się w odległości 280 lat świetlnych od Układu Słonecznego, dostarczałby taką samą ilość energii na każdy metr kwadratowy powierzchni Ziemi, którą otrzymuje ona od Słońca (pomimo tego, iż kwazar znajdowałby się ok. 18 milionów razy dalej, niż wynosi odległość pomiędzy Słońcem a Ziemią). Oznacza to, że kwazar ma jasność rzędu 3 * 1014 (300 bilionów) razy większą od Słońca (którego jasność wynosi 3,846 × 1026 watów), lub też 25 tysięcy razy jaśniejszy, niż wynosi zintegrowana jasność wszystkich (około 100–400 miliardów) gwiazd Drogi Mlecznej, której absolutna wielkość gwiazdowa wynosi –20,6 mag. Te właściwości fizyczne czynią S5 0014+81 jednym z najbardziej energetycznych obiektów we Wszechświecie. Jednak ze względu na dużą odległość (12,1 mld lat świetlnych) może być badany jedynie za pomocą spektroskopii w podczerwieni. Centralna czarna dziura kwazaru pochłania potężne ilości materii – około 4000 mas Słońca w ciągu roku.
Kwazar jest także bardzo silnym źródłem promieniowania, wytwarzając m.in. promieniowanie gamma, promieniowanie rentgenowskie oraz fale radiowe. Ze względu na dużą odległość S5 0014+81 obserwowane przesunięcia ku czerwieni kwazarów oraz gwiazd są praktycznie takie same, przez co rozróżnienie obu typów obiektów za pomocą standardowych metod, tj. spektroskopowego oraz fotometrycznego przesunięcia ku czerwieni, jest utrudnione, zatem w celu określenia ich natury należy użyć innych technik.
Oznaczenie kwazara, S5, wywodzi się z Piątego Badania silnych źródeł radiowych (ang. Fifth Survey of Strong Radio Sources) natomiast drugi człon jego nazwy (0014+810) oznacza jego współrzędne dla epoki B1950.0. Funkcjonuje także inne oznaczenie – 6C B0014+8120, pochodzące od Szóstego Badania źródeł radiowych (ang. Sixth Cambridge Survey of radio sources), wydawanego przez Uniwersytet w Cambridge w latach 1985–1993.
Galaktyka zawierająca S5 0014+81 jest dużą eliptyczną galaktyką gwiazdotwórczą, będącą blazarem typu FSQR. Jej obserwowana jasność wynosi 24 mag.

## Supermasywna czarna dziura

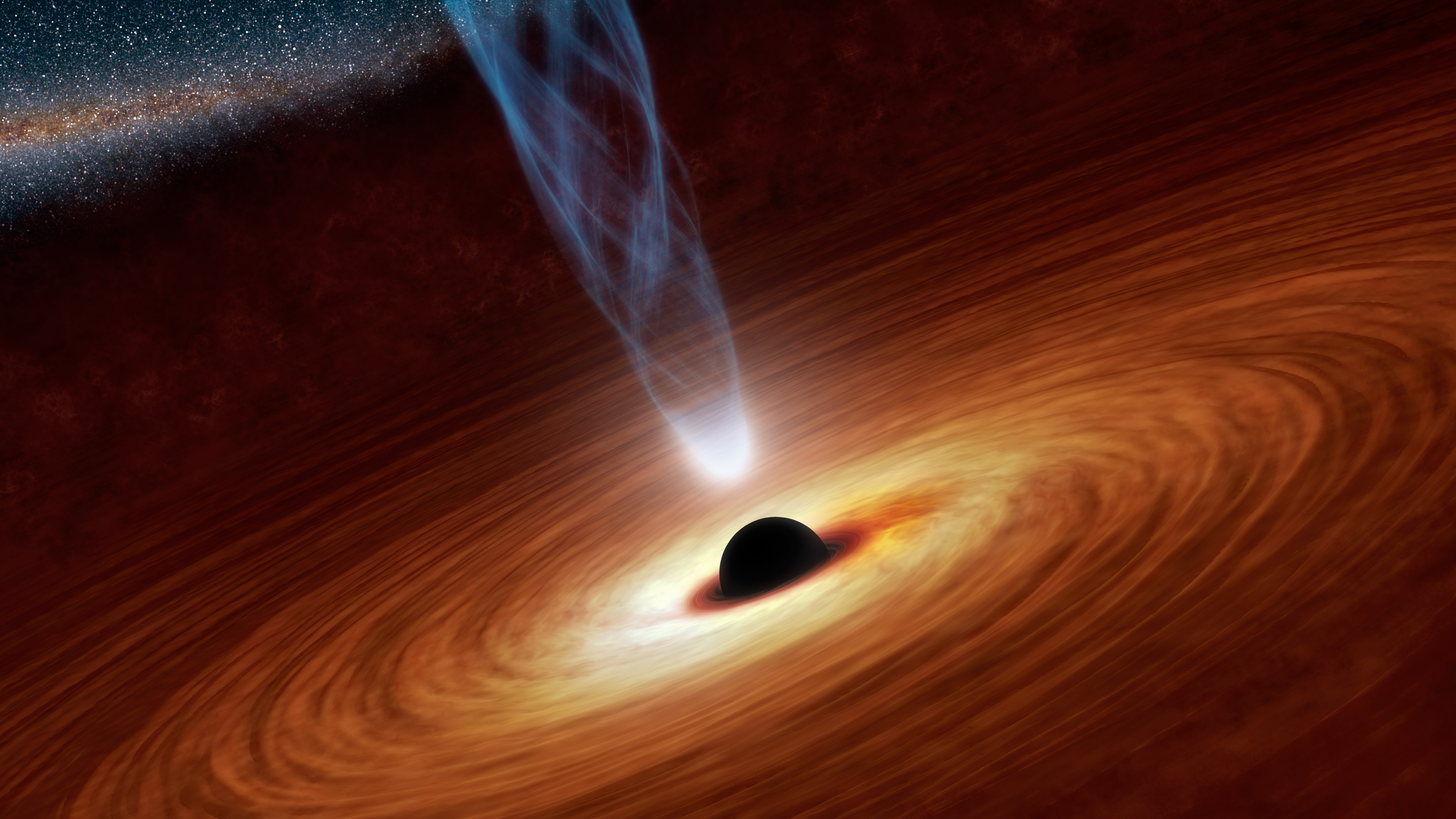
Artystyczna wizja supermasywnej czarnej dziury, pochłaniającej materię z dysku akrecyjnego. Z czarnej dziury, w kierunku prostopadłym do płaszczyzny dysku, wylatuje dżet materii

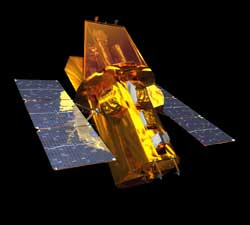
Satelita Swift, wykorzystany przez astronomów do określenia masy czarnej dziury w S5 0014+81

W centrum galaktyki zawierającej S5 0014+81 znajduje się supermasywna czarna dziura, która prawdopodobnie jest odpowiedzialna za intensywną aktywność obiektu.
W roku 2009 zespół astronomów za pomocą satelity Swift wykorzystał jasność S5 0014+81 w celu pomiaru masy czarnej dziury w centrum. Według ich obliczeń, czarna dziura w S5 0014+81 jest 10 000 razy bardziej masywna niż czarna dziura w centrum naszej Galaktyki, co daje wynik 40 miliardów mas Słońca. Taka masa czyni ją jedną z najbardziej masywnych znanych czarnych dziur. Jest ponad 6 razy cięższa niż czarna dziura w galaktyce M87, która przez prawie 60 lat była uznawana za najbardziej masywną czarną dziurę (określana była też mianem „ultramasywnej”). Promień Schwarzschilda tego obiektu wynosi 118,35 miliardów kilometrów, zatem średnica tej czarnej dziury wynosi 236,7 miliardów kilometrów (1582 AU), co jest 40-krotnością średniej odległości między Słońcem a Plutonem. Jej masa jest ok. 4 razy większa od masy Wielkiego Obłoku Magellana. Ponadto ta czarna dziura powstała we wczesnych latach istnienia Wszechświata (tj. 1,6 miliardów lat po Wielkim Wybuchu). Oznacza to, że rośnie ona stosunkowo szybko.
Istnieje jednak kilka zastrzeżeń co do przeprowadzonych badań:
- Wykorzystano pośrednią metodę obliczeń zamiast tzw. estymacji orbitalnej Keplera (ta druga metoda jest bardziej precyzyjna); w przypadku obiektu tak jasnego jak S5 0014+81 byłoby to niemożliwe, gdyż kwazar ten po prostu zaćmiłby pobliskie gwiazdy, przez co oszacowania byłyby bardzo nieprecyzyjne.
- Użyte spektra nie odpowiadają zaobserwowanym parametrom.
- Kwazar jest otoczony dużą ilością dysku akrecyjnego, mającego rozmiar kilku parseków. Ma on jasność o wartości rzędu 40% swojej jasności Eddingtona[7], będącej maksymalną jasnością, przy której ciśnienie promieniowania jest wystarczająco duże, aby wyrzucić dysk poza obszar, na którym działa grawitacja centralnej czarnej dziury, więc zaobserwowane właściwości obiektu są nieznane z powodu ingerencji pyłów i gazów. Niemniej jednak, możliwość istnienia ultramasywnej czarnej dziury nie została całkowicie wykluczona, ponieważ tylko obiekt o tak dużej masie może przyczyniać się do obserwowanej „energii wyjściowej” kwazaru.

### Ewolucja czarnej dziury
Modele ewolucji oparte na masie supermasywnej czarnej dziury S5 0014+81 przewidują, że jej czas życia będzie wynosić około 1,342 × 1099 lat (co oznacza, że obiekt ten "dożyje" końca tzw. Ery Czarnych Dziur, co jest wartością ponad 1088 razy większą niż obecny wiek wszechświata), zanim ulegnie rozproszeniu w wyniku promieniowania Hawkinga.Ponieważ jednak ulega ona akrecji, proces "wyparowywania" czarnej dziury może potrwać dłużej niż to przewidziano.